# Композиційний ряд
Нехай {\displaystyle G} буде групою і нехай {\displaystyle G_{0},\cdots ,G_{n}} будуть підгрупами {\displaystyle G} такими, що
1. {\displaystyle G_{n}=\{1\}} і {\displaystyle G_{0}=G,}
2. {\displaystyle G_{i+1}\triangleleft G_{i},i=0,\cdots ,n-1} так, що {\displaystyle G_{i+1}} є максимальною нормальною підгрупою {\displaystyle G_{i}.}

Тоді ряд
{\displaystyle \{1\}=G_{n}\triangleleft G_{n-1}\triangleleft \cdots \triangleleft G_{0}=G}
називається композиційним рядом {\displaystyle G.} Фактор-групи {\displaystyle G_{i}/G_{i+1}} називаються факторами композиційного ряду.
Інший спосіб ствердження, що {\displaystyle G_{i+1}} є максимальною підгрупою {\displaystyle G_{i}} такий: {\displaystyle G_{i}/G_{i+1}} — проста група, {\displaystyle i=0,\cdots ,n-1.} Це можна побачити за допомогою теореми відповідності. Якщо {\displaystyle G_{i}/G_{i+1}} — проста, тоді згідно з визначенням вона має лише тривіальні нормальні підгрупи, а саме {\displaystyle G_{i+1}} і {\displaystyle G_{i}/G_{i+1},} які точно відповідають підгрупам {\displaystyle G_{i+1}} і {\displaystyle G_{i}} в {\displaystyle G_{i},} що показує, що {\displaystyle G_{i+1}} — максимальна нормальна підгрупа в {\displaystyle G_{i}.}